# 3735 Тршебонь
3735 Тршебонь (3735 Třeboň) — астероїд головного поясу, відкритий 4 грудня 1983 року.
Тіссеранів параметр щодо Юпітера — 3,199.
Названо на честь чеського міста Тршебонь (чеськ. Třeboň).